# Дора-Миттельбау

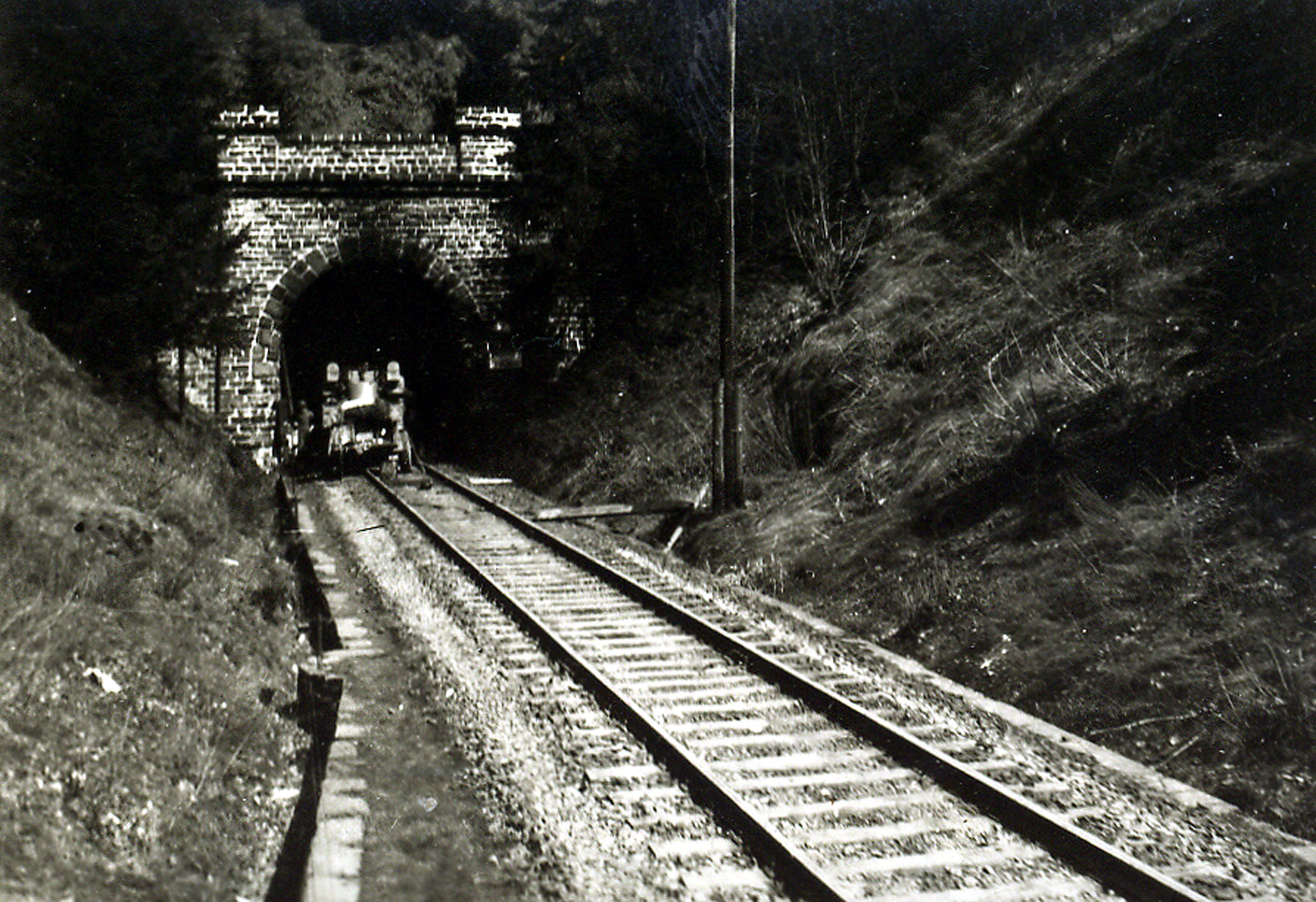
Тоннель к заводу Миттельбау по производству ракет ФАУ-2, расположенному в горе.

Дора-Миттельбау (известные названия: Дора, Нордхаузен) (нем. Dora Mittelbau) — нацистский концентрационный лагерь, образован 28 августа 1943 года, в 5 км от города Нордхаузена в Тюрингии, Германия, как подразделение уже существовавшего лагеря Бухенвальд (в перечне внешних подразделений Бухенвальда именовался как Команда Дора).

## Описание лагеря
Основным предназначением лагеря была организация подземного производства вооружений на заводе Миттельверк, в том числе ракет ФАУ-1 и ФАУ-2, турбореактивных двигателей BMW-003 и UMO-004 для Ме-262.
В лагере заключённые работали в специально прорубленных в горе тоннелях — это был один из наиболее тяжёлых по режиму лагерей Германии.
Первые заключённые, направленные из Бухенвальда, прибыли для проведения строительных и взрывных работ 28 августа 1943 года.
Строили цеха заключённые практически из всех Европейских стран (75 % составляли советские граждане, поляки и французы). В лагере была создана подпольная ячейка антифашистов, которая вела активную работу по саботажу на производстве. Данных о численности и составе не сохранилось, но благодаря их действиям из запланированных к выпуску 13500 ракет «Фау-2» было выпущено только 5946 штук. Ценой нескольких сотен жизней подпольщиков были спасены тысячи жителей Лондона и других городов, которые немцы обстреливали «оружием возмездия».
Из воспоминаний Бориса Чертока о первом посещении завода и лагеря:

В штольне Шмаргун (освобожденный заключенный проводивший экскурсию) обратил наше внимание на перекрывавший всю её ширину мостовой кран над пролётом для вертикальных испытаний и последующей погрузки ракет. К крану были подвешены две балки по ширине пролёта, которые опускались при необходимости до высоты человеческого роста. На балки крепились петли, которые накидывались на шеи провинившихся или заподозренных в саботаже заключенных. Крановщик, он же палач, нажимал кнопку подъёма и сразу свершалась казнь через механизированное повешение до шестидесяти человек. На глазах у всех «полосатиков», так именовали заключенных, при ярком электрическом освещении под толщей в 70 метров плотного грунта давался урок послушания и устрашения саботажников
.
28 октября 1944 года Дора-Миттельбау стал самостоятельным лагерем с 23 филиалами и внешними командами.
На 25 марта 1945 года в лагере находилось 34 000 заключённых, и 1 апреля началась их эвакуация в Берген-Бельзен (несколько тысяч погибло и было расстреляно по дороге), а 3 апреля лагерь был подвергнут разрушительной бомбардировке американских ВВС.
12 апреля лагерь был освобождён (а точнее — занят, так как там уже не было основной массы заключённых, оставалась немногочисленная команда, которая должна была уничтожить тела умерших и погибших заключенных) частями 104-й американской пехотной дивизии.
За 18 месяцев существования через лагерь прошли 60 000 узников (с учётом внешних команд) 21 национальности, приблизительно 20 000 погибло в заключении. Многие из них погибли при прокладке туннелей, в которых располагалось производство завода.
Пропускная способность крематория лагеря Дора не позволяла сжигать всех умиравших от истощения и болезней. Регулярно составлялись транспорты по 1000 и более больных и неспособных трудиться, которых вывозили для уничтожения в другие концлагеря.
Условия под землей были на грани выживания. Отопление не предусматривалось, и постоянная температура держалась около 8 градусов. Дневной рацион состоял из одного литра чёрного горького эрзац-кофе, 400 грамм хлеба и порции жидкого картофельного супа.
Лагерь разделялся на четыре изолированные зоны, перемещение между которыми производилось под контролем:
1. Лагерь узников.
2. Санитарная часть (в этой части был расположен крематорий и больничные бараки).
3. Лагерь охраны войск СС.
4. Промышленная территория завода Миттельвёрк (В горе: Три тоннеля (шириной 15 метров и высотой до 25-ти) пересекаемые 15-ю галереями пробитыми в горе, общей площадью около 250 000 м². На поверхности: Железнодорожные пути, грузовая станция, вокзал)

В лагере были следующие функциональные строения:
1. Администрация лагеря.
2. Гестапо.
3. Комендатура.
4. Клетки для служебных собак.
5. Общий плац (Место построения заключённых).
6. Спортивная площадка.
7. Тюрьма лагеря.
8. Место казни.
9. Столярно-плотницкая мастерская.
10. Столовая для узников.
11. Продовольственный склад.
12. Кухня.
13. Вещевой склад.
14. Угольный склад.
15. Помойка.
16. Пожарный пруд.
17. Котельная.
18. Прачечная.
19. Камера хранения личных (ценных) вещей узников.
20. Баня.
21. Дезинфекция.
22. Кино.
23. Крематорий.
24. Жилой барак военно-интернированных итальянцев.
25. Пожарное депо.
26. Бараки узников.
27. Публичный дом.
28. Трудовая статистика.
29. Смотровая вышка с убежищем для охраны СС.

Коменданты:: Курт Матезиус; Ганс Карл Мёзер; штурмбаннфюрер СС Отто Фёршнер; Рихард Бер (2.1945—2.4.1945).
С 7 августа по 31 декабря 1947 года в Дахау прошёл Американский военный трибунал, перед которым предстало 17 сотрудников администрации и охраны лагеря Дора. К смертной казни был приговорён комендант лагеря Мёзер (казнён 30.12.1947). К пожизненному тюремному заключению были приговорены Курт Андрае, Эрхард Брауни, Рудольф Якоби, Георг Кёниг, Вильгельм Симон, Йозеф Киллиан, Отто Бринкманн, Эмиль Бюринг. Остальные подсудимые получили различные сроки заключения: Оскар Хельбиг (20 лет), Гейнц Детмерс (7 лет), Вилли Цвинер (25 лет), Рихард Валента (20 лет), Вальтер Ульбрихт (5 лет), Пауль Майшейн (5 лет). Георг Рикхей, д-р Генрих Шмидт, Йозеф Фухслох, Курт Хейрих были оправданы. Курт Матезиус в мае 1947 покончил жизнь самоубийством.
Архивные материалы и свидетельства узников концлагеря «Дора» были использованы С. К. Цвигуном во время работы над сценарием фильма «Фронт в тылу врага» (реж. И.Гостев, Мосфильм, 1981 г.). Сканы этих документов, включая переводы немецких источников, опубликованы в полном объёме на сайте «Генерал Цвигун. Частные хроники» 8 мая 2020 г. в статье "Концлагерь «Дора»: архив и свидетели. Документальные материалы для фильма «Фронт в тылу врага»

## Галерея

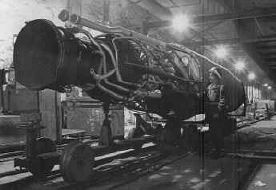
Продукция завода
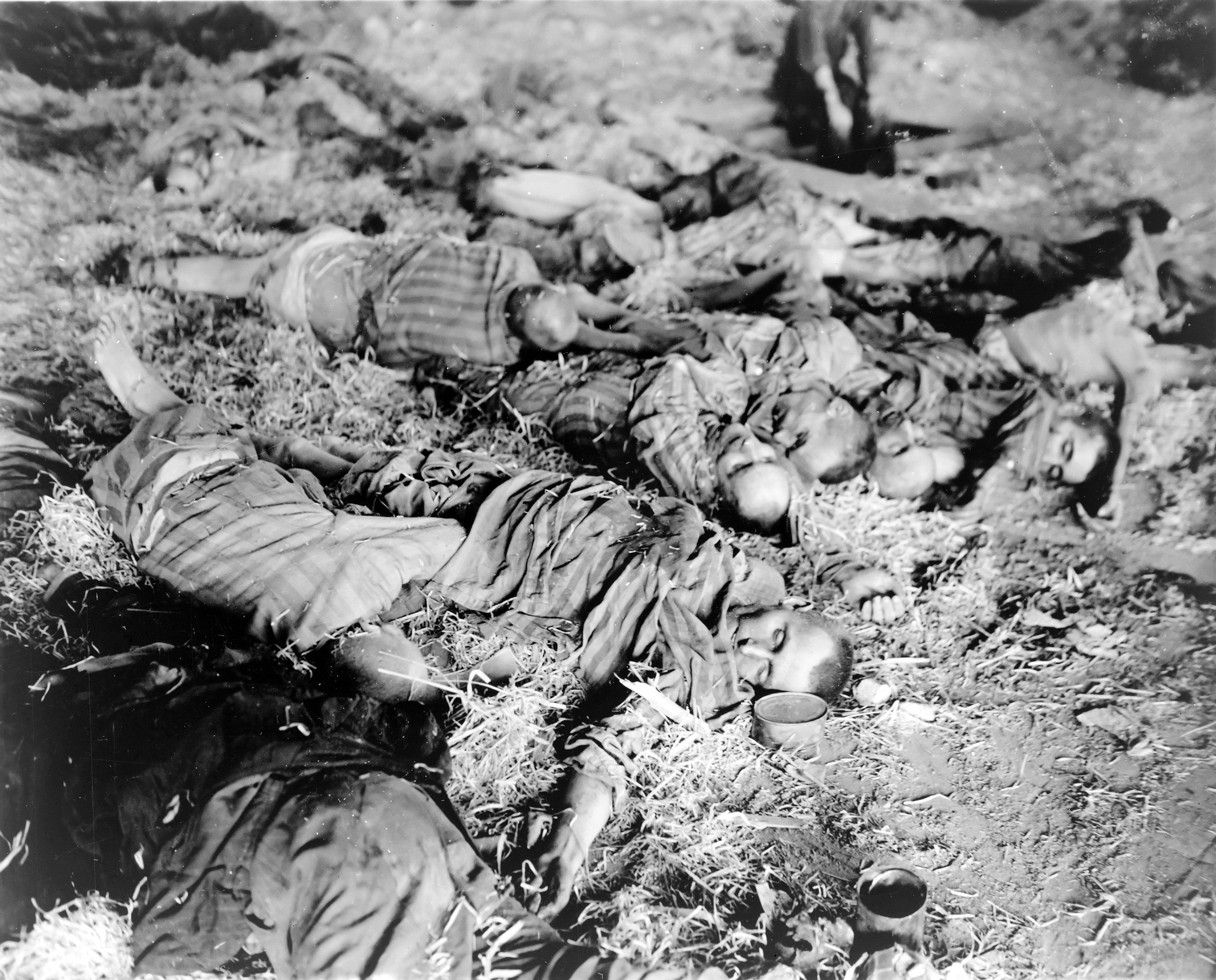
Тела мёртвых рабочих в концлагере Дора
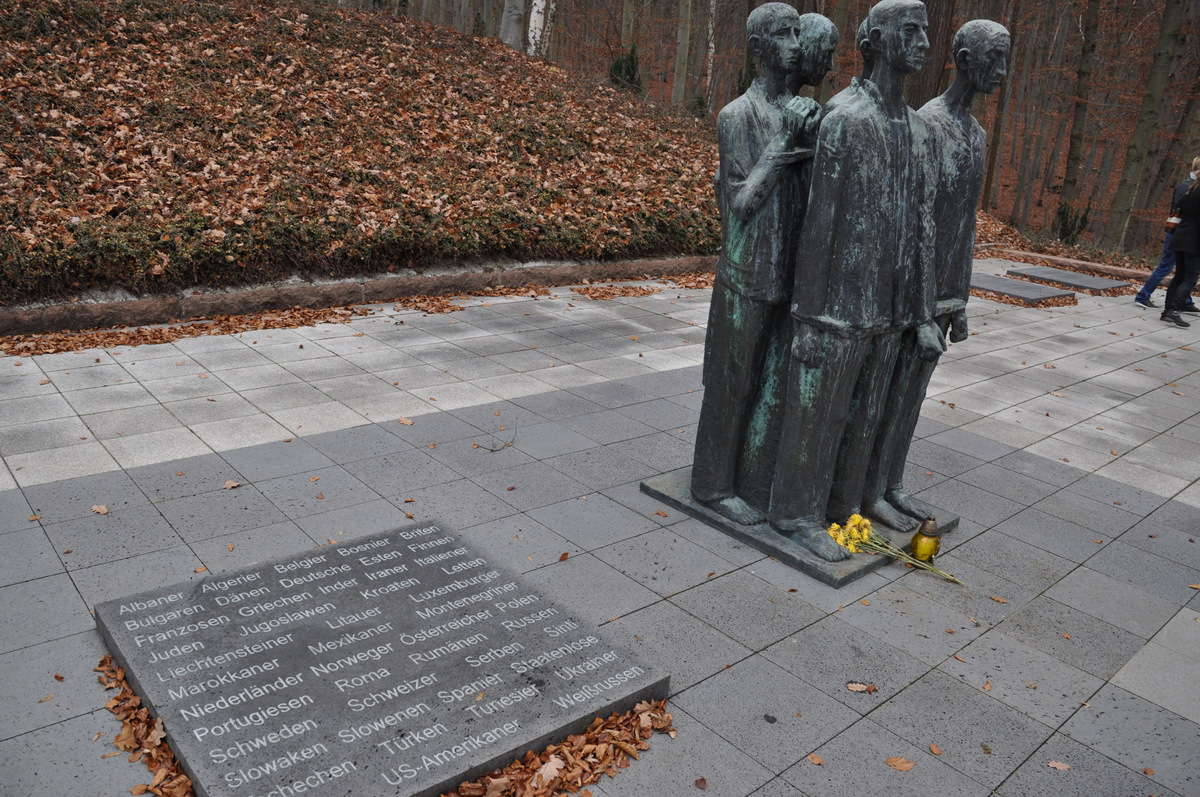
Памятник заключенным с перечислением национальностей заключенных
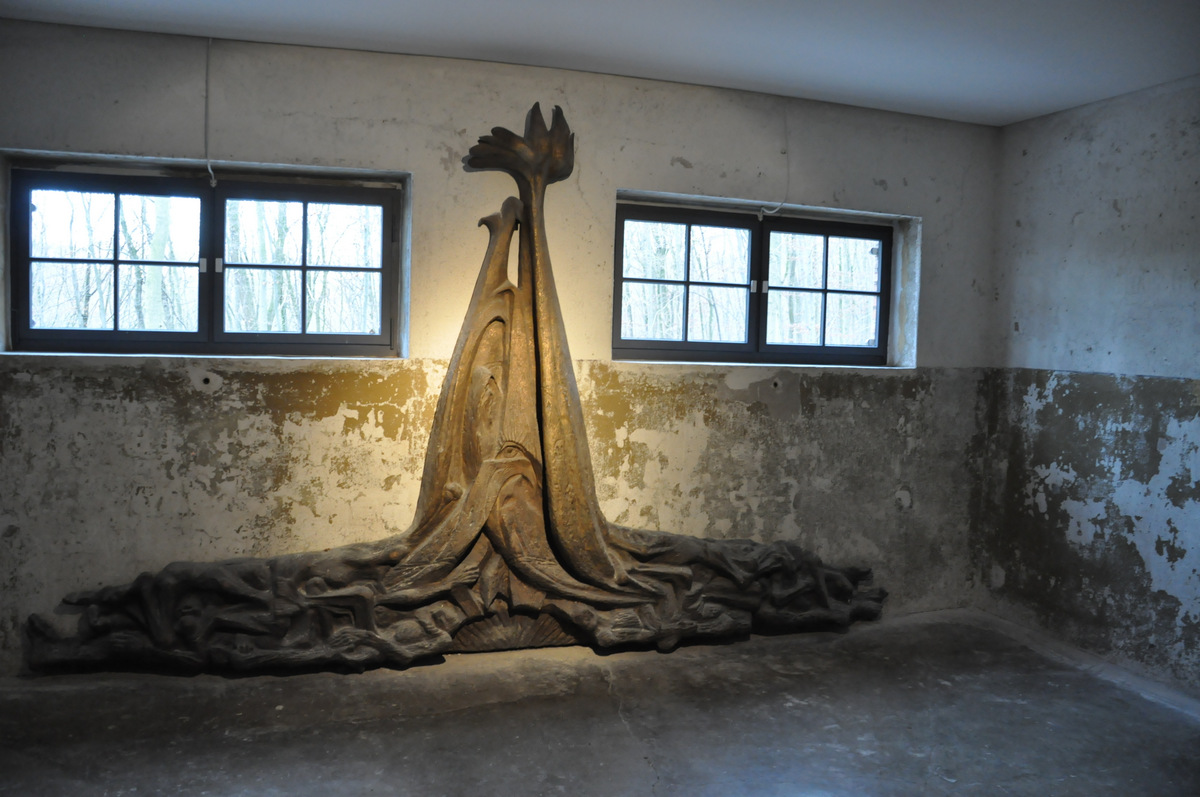
Крематорий лагеря мемориальный барельеф
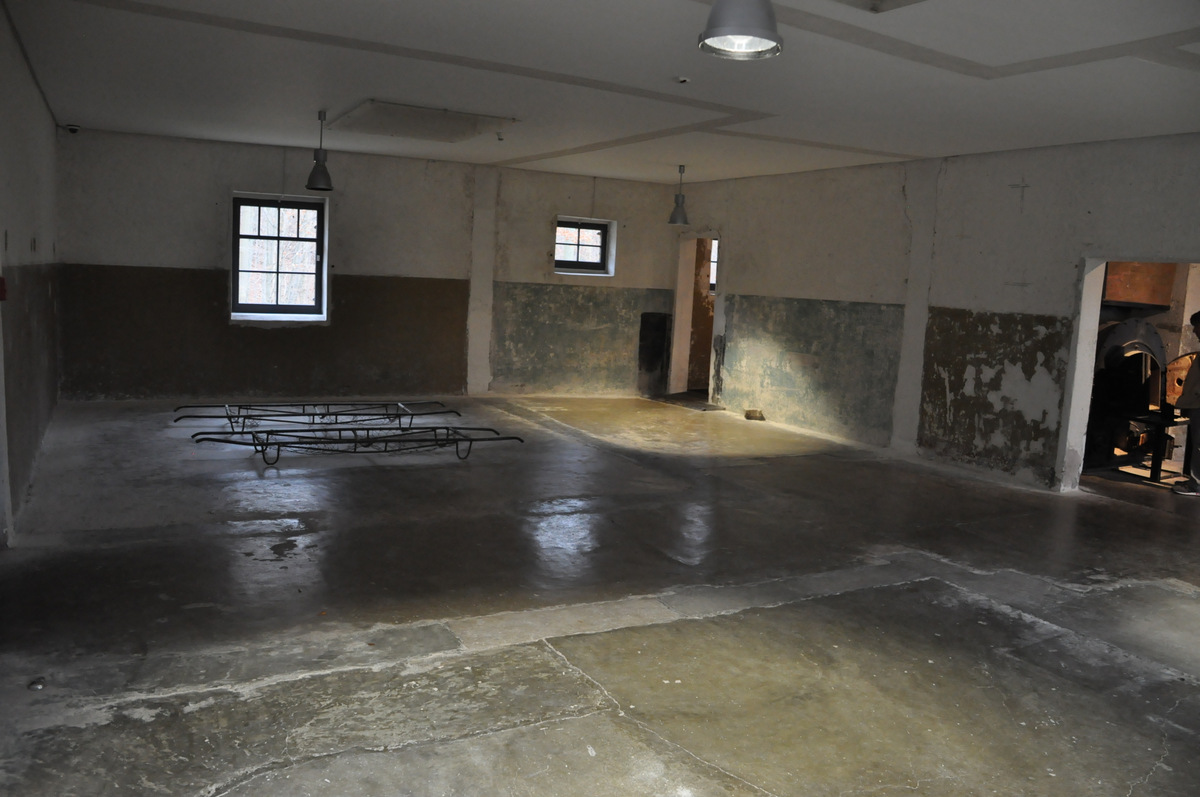
Крематорий лагеря
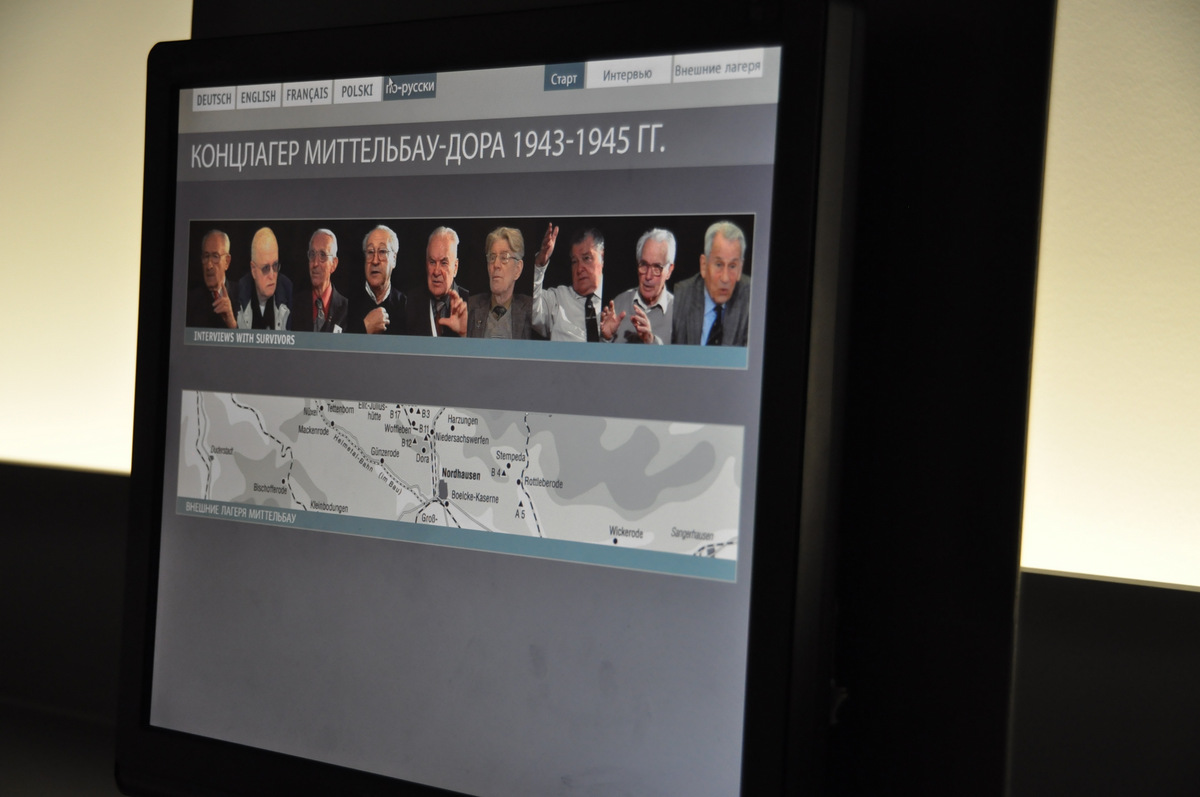
Медиа музей
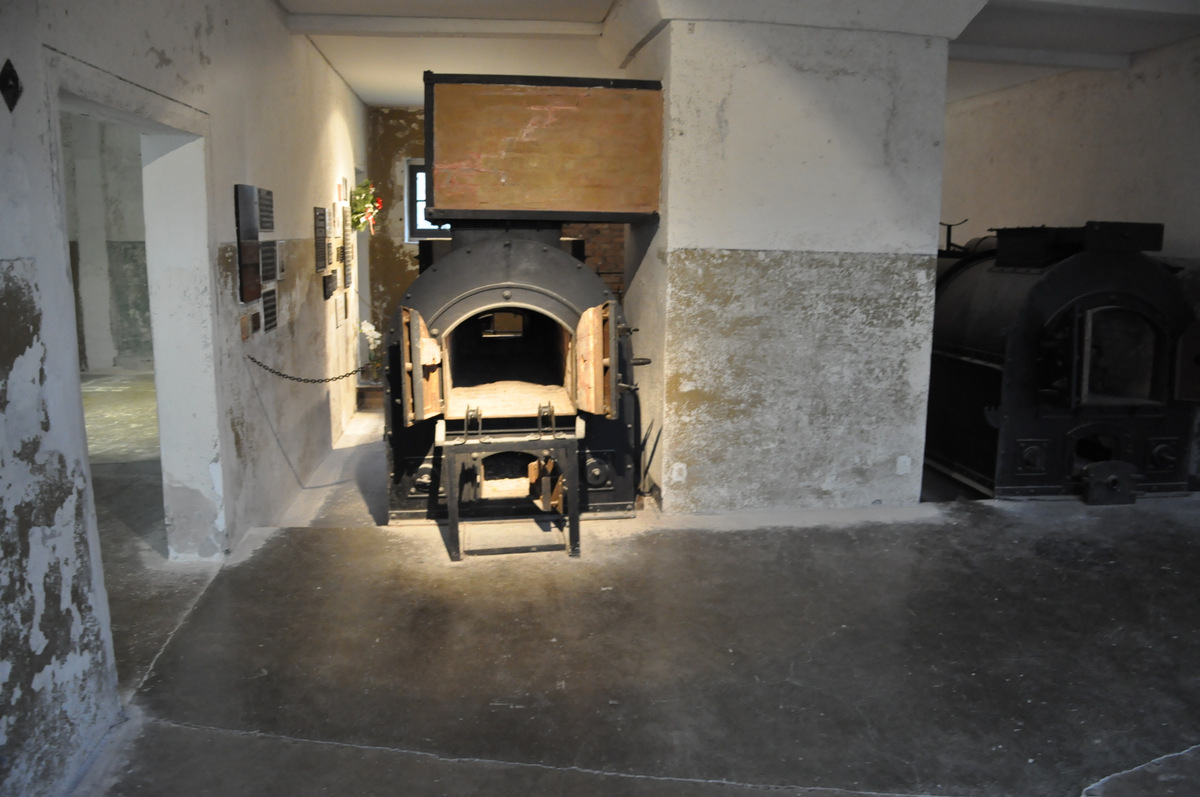
Печь крематория
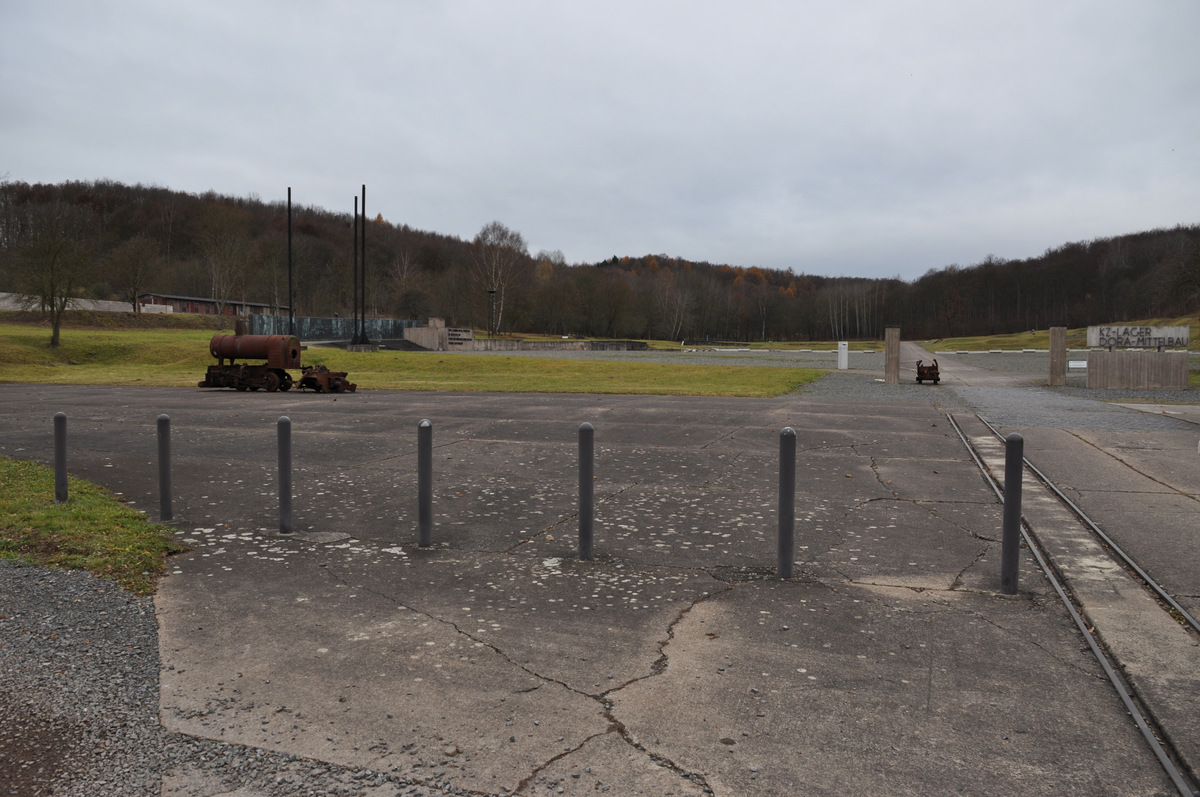
Вид на вокзал лагеря в настоящее время
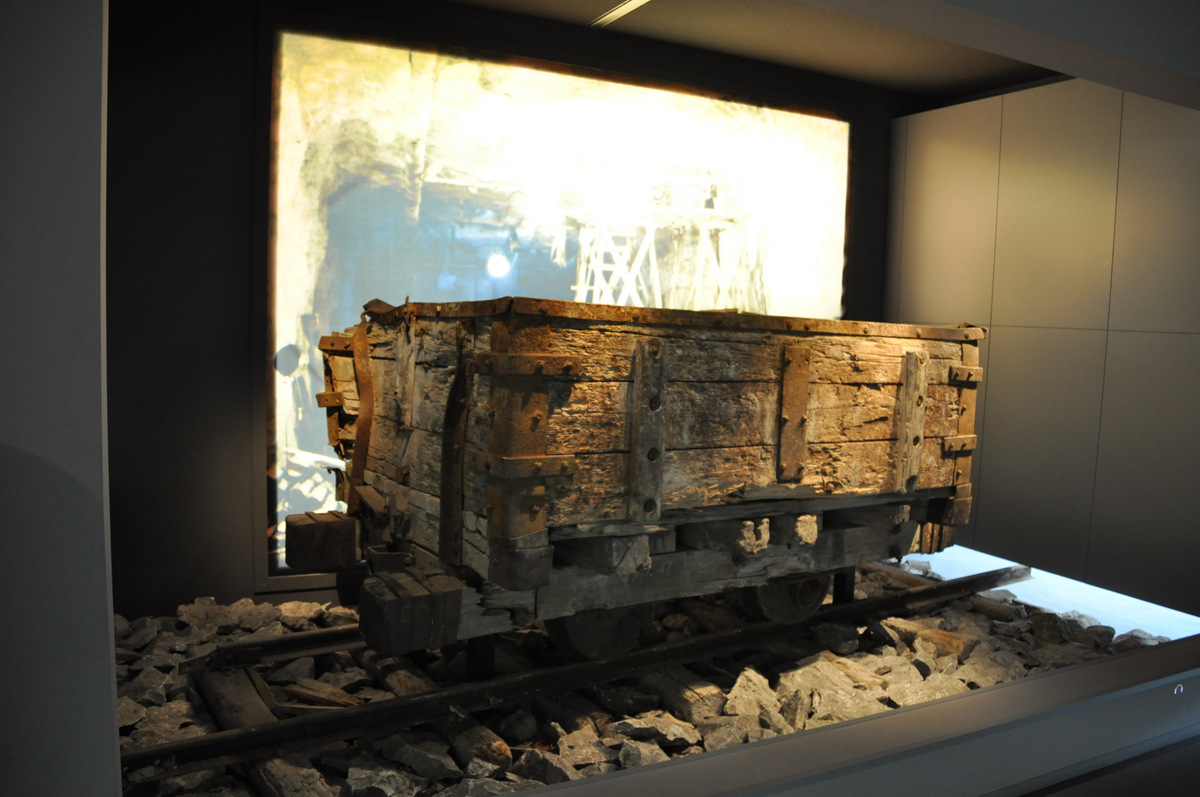
Оригинальная вагонетка
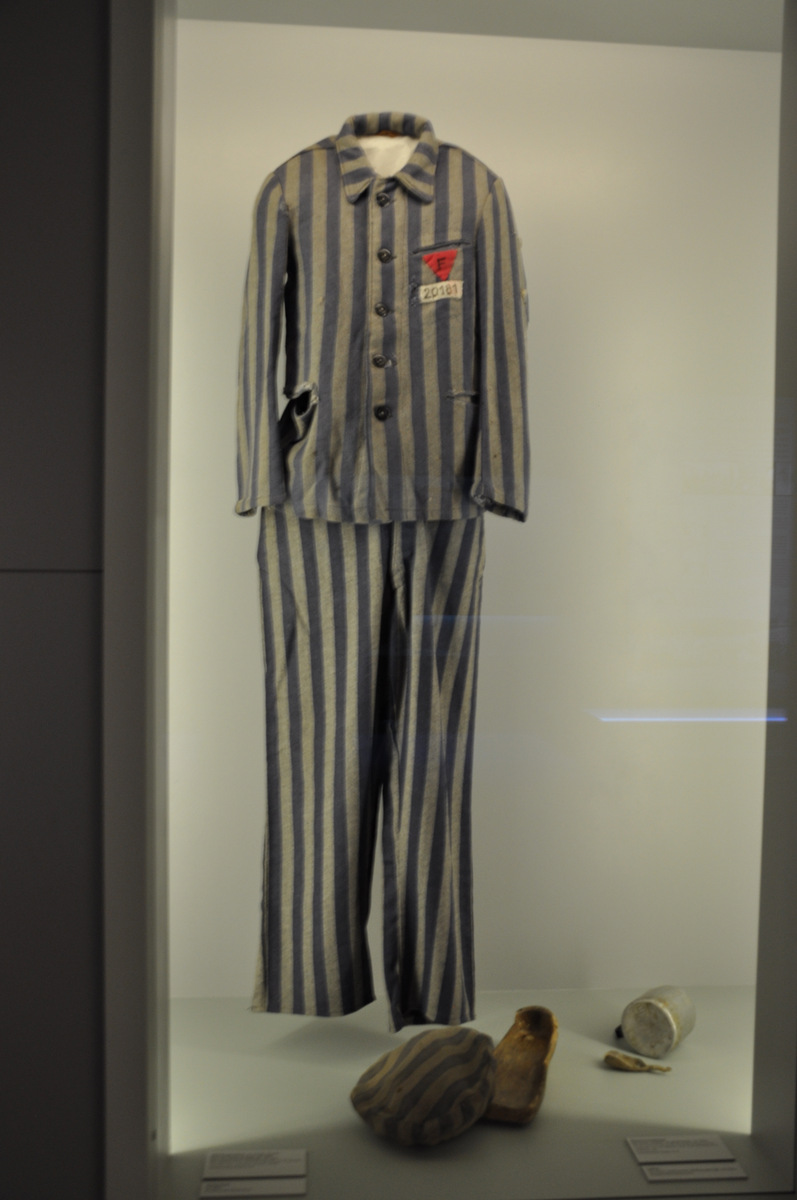
Одежда заключенных
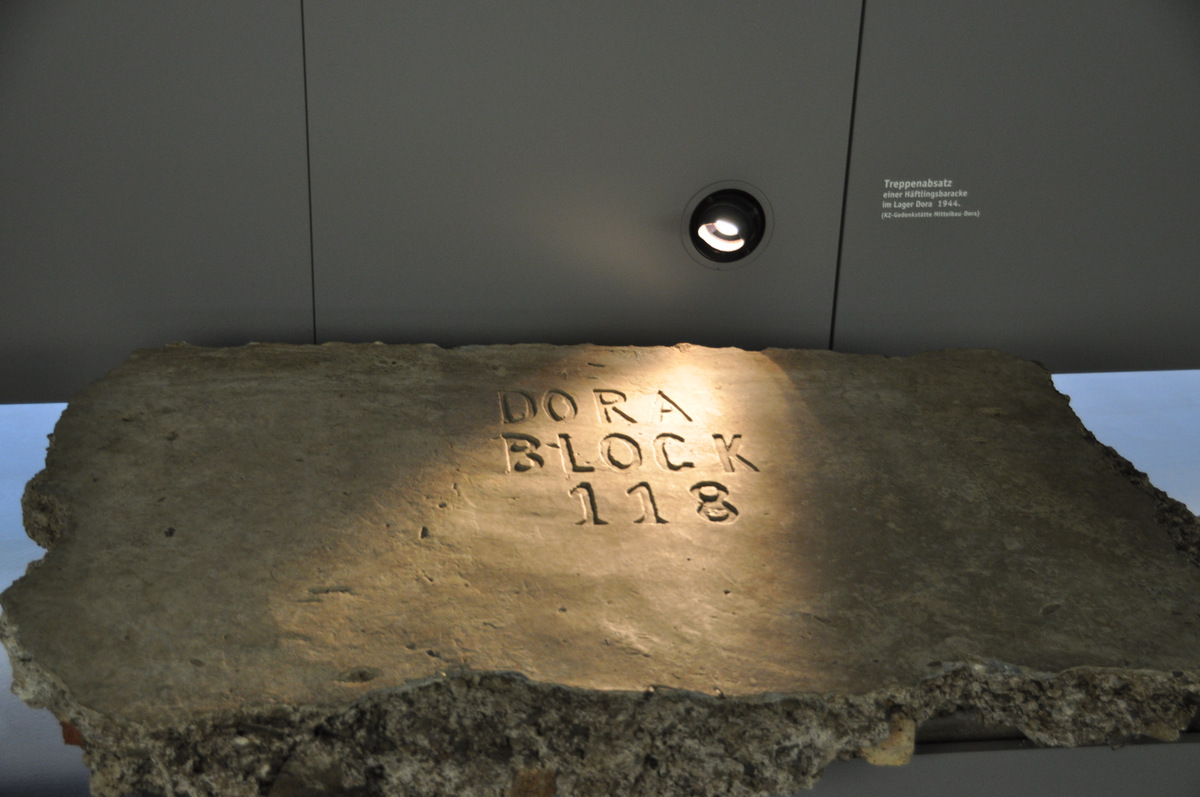
Кусок стены штольни
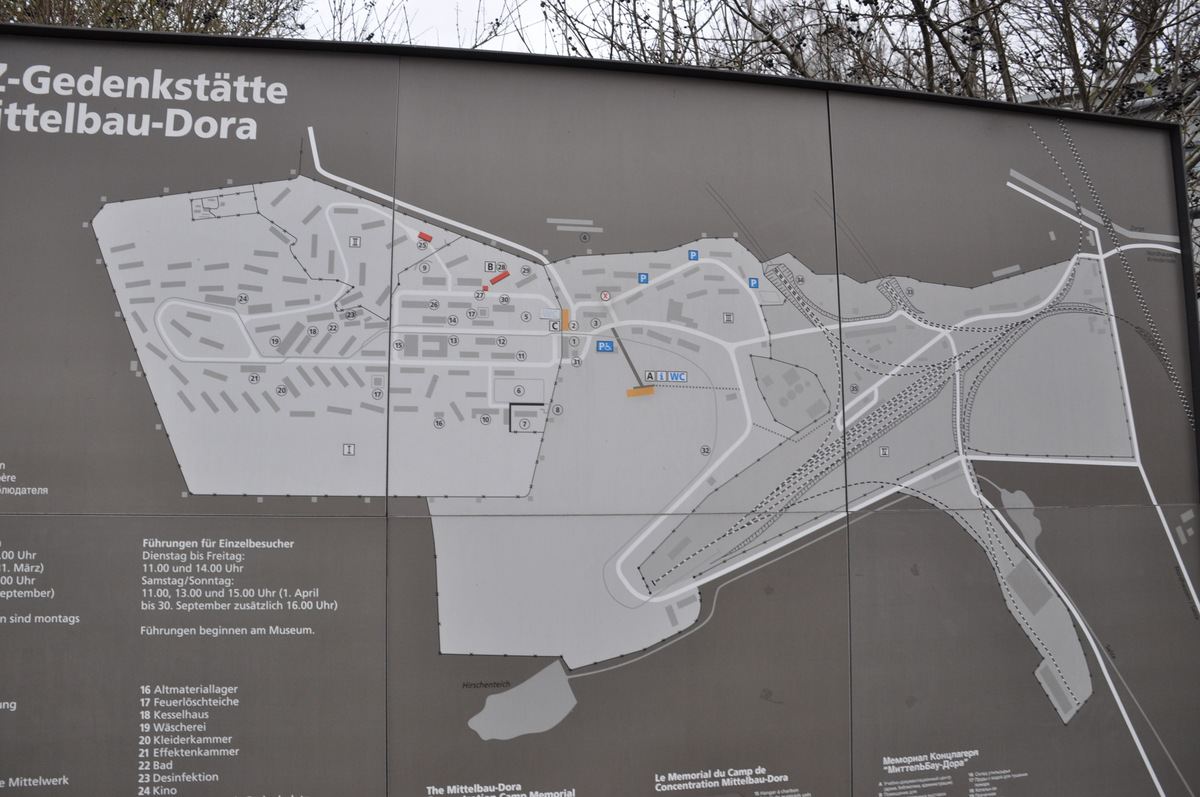
Схема концентрационного лагеря Дора
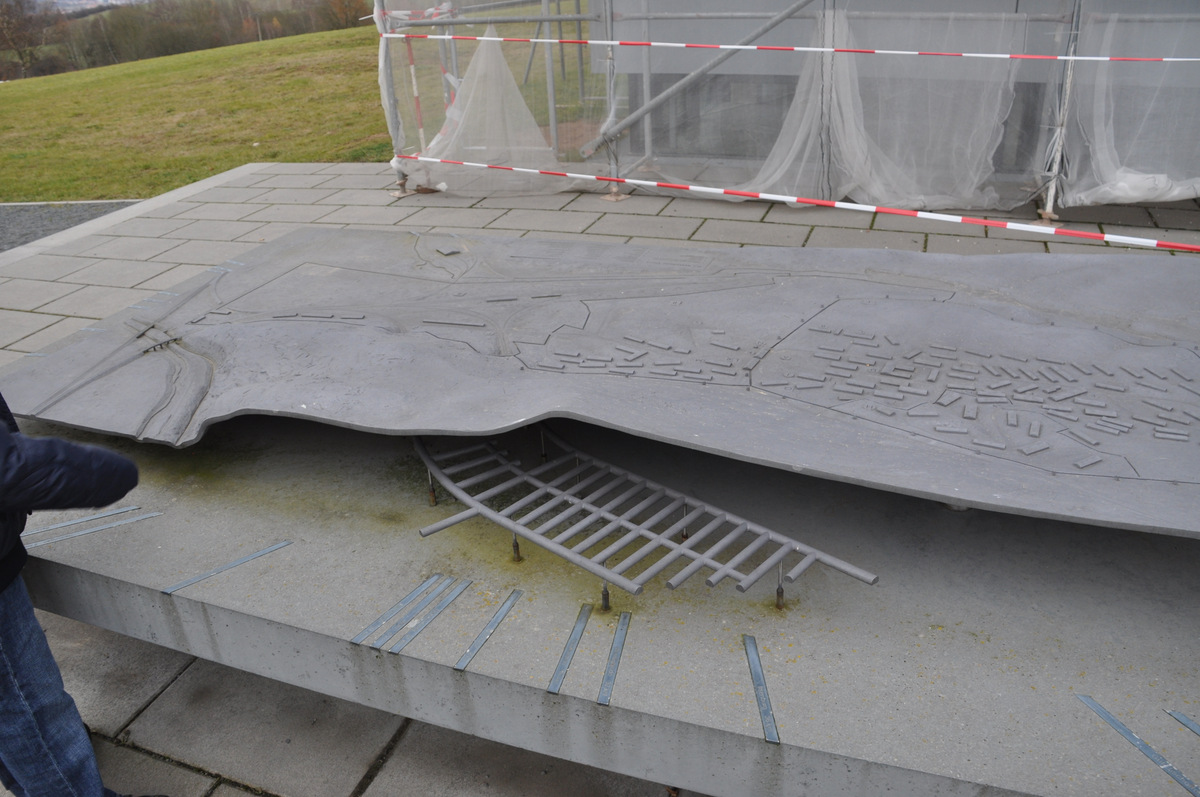
Макет расположения штолен и галерей завода Миттельбау
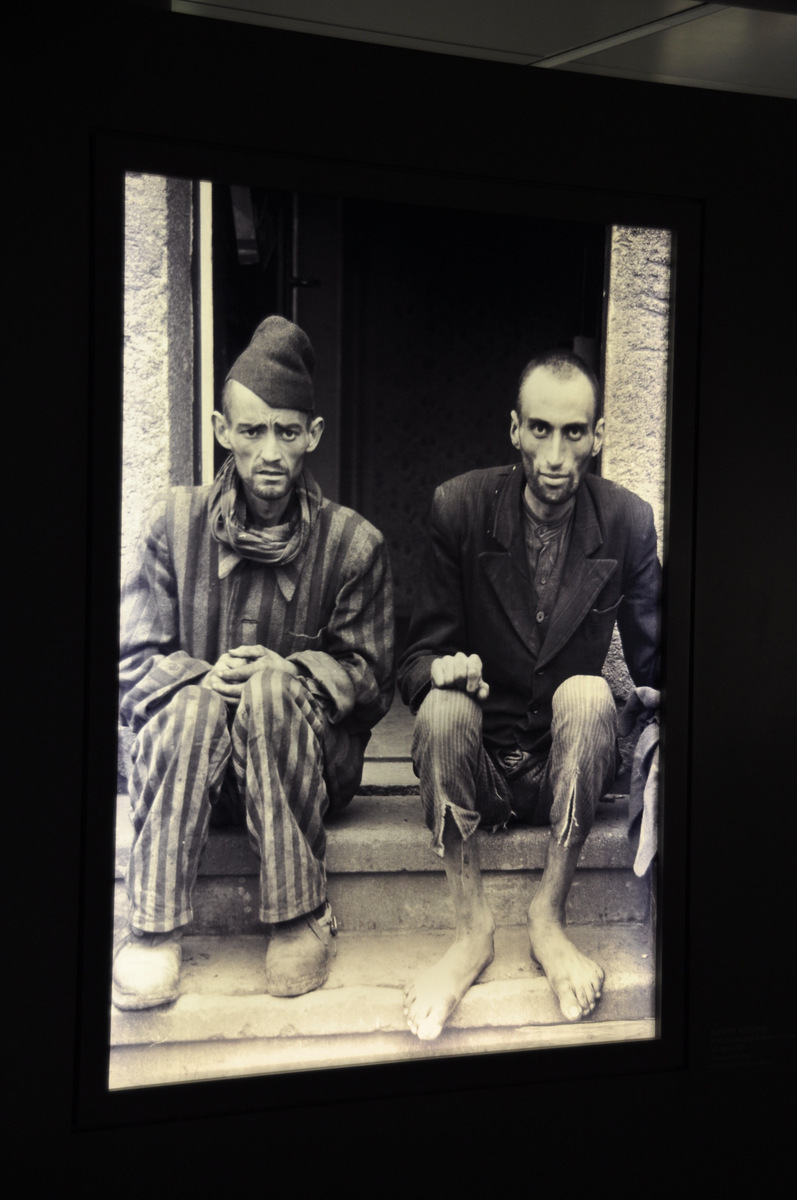
Заключенные лагеря Дора
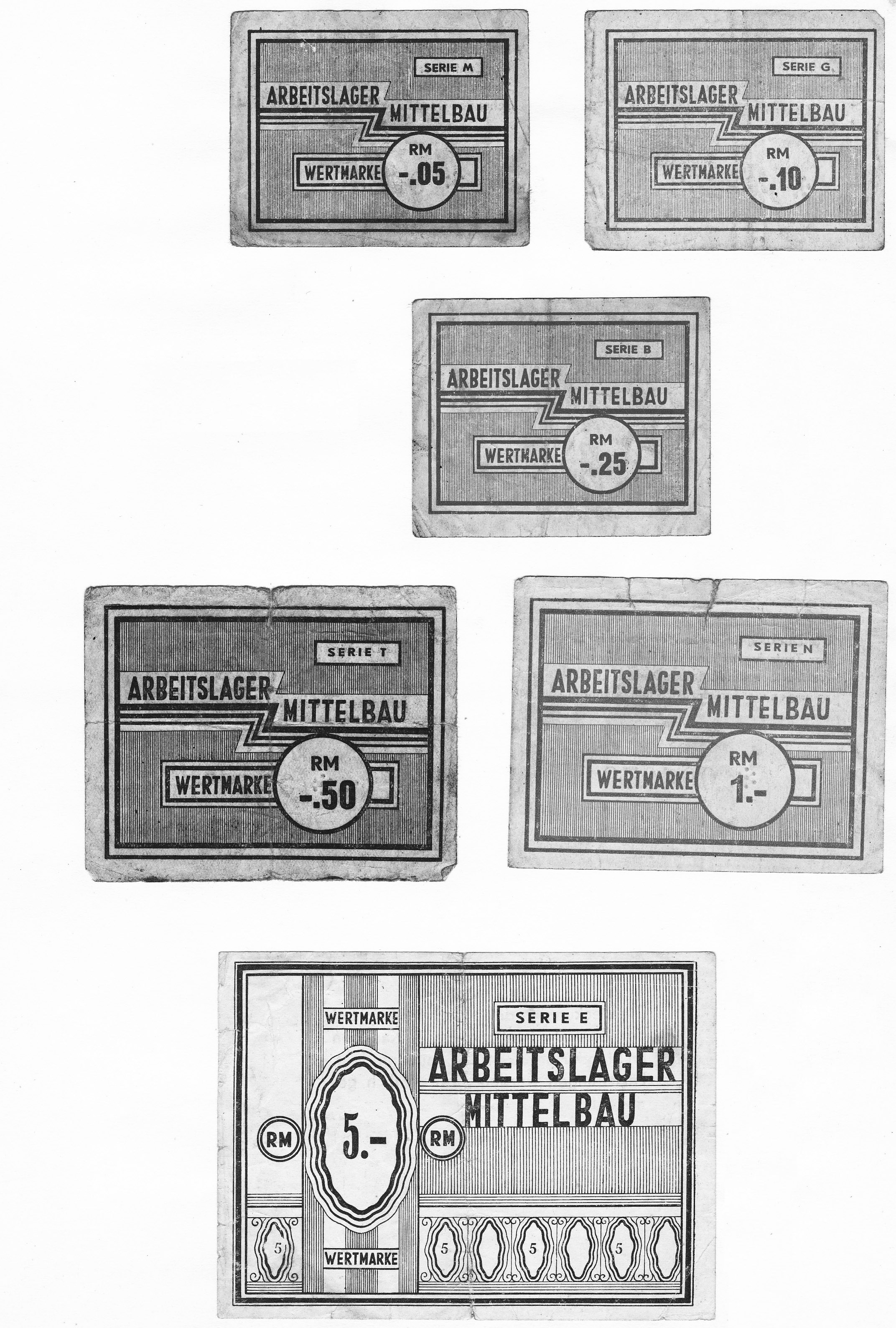
лагерные деньги